# Коффинит
Коффинит — урансодержащий силикатный минерал с химической и структурной формулами: U(SiO4)1-x(OH)4x и U4+[(SiO4), (OH)4]4- .
Встречается в виде чёрных налётов, от тёмных до бледно-коричневых на тонких шлифах. У него серовато-чёрная полосчатая структура и хрупкий раковистый (конхоидальный) излом. Твердость коффинита по шкале Мооса составляет от 5 до 6.
Впервые описан в 1954 году после обнаружения на шахте La Sal № 2, Бивер-Меса, округ Меса, штат Колорадо, США, и назван в честь американского геолога Рувима Клэра Коффина (1886—1972). Широко распространён во всем мире в ураново-рудных месторождениях урана и ванадия типа плато Колорадо. Замещает органическое вещество в песчаниках и в отложениях гидротермального типа. Сопутствует ураниниту, ториту, пириту, марказиту, роскоэлиту, глинистым минералам и аморфным органическим веществам.

## Состав
Химическая формула коффинита U(SiO4)1-x(OH)4x. Рентгенограммы порошков из образцов коффинита позволили геологам классифицировать его как новый минерал в 1955 году. Сравнение с порошковой рентгенограммой циркона (ZrSiO4) и торита (ThSiO4) стало основой для этой классификации. Предварительный химический анализ показал, что урановый силикат имеет гидроксильное замещение. Результаты предварительного химического анализа Шервуда основаны на образцах из трёх мест. Гидроксильные связи и связи кремний-кислород также обнаружились при проведении спектрального анализа инфракрасного поглощения. Гидроксильное замещение (ОН)44- происходит для (SiO4)4-. Гидроксильная составляющая в коффините оказалась несущественной в образовании стабильного синтетического минерала. Микрозондовый анализ субмикроскопических кристаллов выявил присутствие замещения кальцием, иттрием, фосфором и минимальным количеством свинца наряду со следами других редкоземельных элементов.

## Кристаллическая структура
Коффинит изоструктурен с ортосиликатами цирконом (ZrSiO4) и торитом (ThSiO4). Стифф и др. проанализировали коффинит с использованием метода порошковой дифракции рентгеновских лучей и определили, что он имеет тетрагональную структуру. Встречающиеся в природе с катионами U4+, треугольные додекаэдры UO8 координируются по совместным ребрам, чередуясь с тетраэдрами SiO4 в цепочках вдоль оси c. Центральный атом урана коффинита окружён восемью тетраэдрами SiO4. Размеры решёток встречающегося в природе и синтетического коффинита схожи, причём встречающийся в природе образец из шахты Арроухед, округ Меса, штат Колорадо, имеет a = 6.93 Å, c= 6.30 Å, и образец, синтезированный Гекстрой и Фучем, имел a = 6.977 Å и c = 6.307 Å.

## Физические свойства
Стифф и др. впервые описали коффинит как минерал чёрного цвета с адамантиновым блеском, неотличимый от уранинита (UO2). Кроме того, исследователи сообщили, что, хотя в коффините не наблюдается спайности, он имеет субконхоидальный излом и очень мелкозернист. Первоначальные образцы показали хрупкую текстуру, твёрдость по Моосу от 5 до 6 и удельный вес 5.1. Более поздние образцы из шахты Вудроу в Нью-Мексико, собранные Мунчем, показали волокнистую внутреннюю структуру и необычную кристаллизацию. Полированный тонкий срез коффинита имеет коричневый цвет и показывает анизотропную передачу света. Оптический анализ дал показатель преломления около 1.74.

## Известные месторождения
Коффинит впервые обнаружен в осадочных урановых месторождениях в районе плато Колорадо, но он также был обнаружен в осадочных урановых месторождениях и гидротермальных жилах во многих других местах. Образцы коффинита с плато Колорадо обнаружены с черными мелкозернистыми низковалентными ванадиевыми минералами, уранинитом и мелкодисперсным чёрным органическим материалом. Другими материалами, связанными с более поздними находками из того же региона, были глина и кварц. В месторождениях жилы на руднике Коппер Кинг в Колорадо также обнаружен коффинит с уранинитом и урановой смолкой. Коффинит является метастабильным по сравнению с уранинитом и кварцем, поэтому для его образования требуется источник урана и восстановительные условия, о чём свидетельствует ассоциированное присутствие низковалентных ванадиевых минералов. Раствор, обогащённый кремнеземом, обеспечивает восстановительные условия в случаях, когда коффинит является продуктом изменения уранинита. Хэнсли и Фитцпатрик также отметили, что коричневатый цвет их образцов коффинита вызван органическим материалом, что привело их к заключению, что коффинит может также образовываться в условиях низких температур в присутствии органического углерода. Этот вывод согласуется с образцами коффинита на плато Колорадо, которые содержали и каменный уголь. В Китае коффинит обнаружен в песчанике и граните. Хэнсли и Фитцпатрик пришли к выводу, что крупнозернистый коффинит наиболее вероятно образуется в условиях высокой температуры. Коффинит и уранинит выпадают в осадок внутри брекчированных и трещиноватых областей изменённого гранита при давлениях от 500 до 800 бар и температуре от 126 до 178 °С.

## Особые характеристики
Большой процент урана Земли содержится в месторождениях коффинита,что является важным фактом из-за использования урана в ядерной энергетике. Осадочные отложения содержат наиболее радиоактивные образцы, о чём свидетельствует сильно радиоактивный коффинит, обнаруженный на плато Колорадо. Исследователи из Гарвардского университета, Геологической службы США (USGS) и ряда других учреждений безуспешно пытались синтезировать коффинит в середине 1950-х годов после его первоначального открытия. В 1956 году Гекстре и Фучу удалось синтезировать стабильные образцы коффинита. Все эти исследования проведены при поддержке Комиссии США по атомной энергии.